# Rödeggad klorhätta
Rödeggad klorhätta (Mycena capillaripes) är en svampart som beskrevs av Peck 1888. Enligt Catalogue of Life ingår Rödeggad klorhätta i släktet Mycena,  och familjen Mycenaceae, men enligt Dyntaxa är tillhörigheten istället släktet Mycena,  och familjen Favolaschiaceae. Arten är reproducerande i Sverige. Inga underarter finns listade i Catalogue of Life.

## Källor

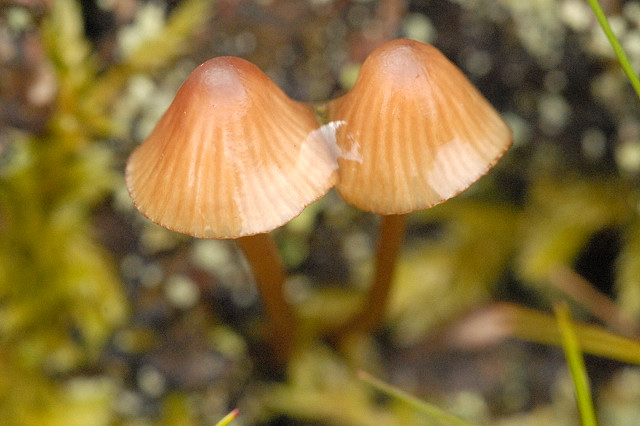
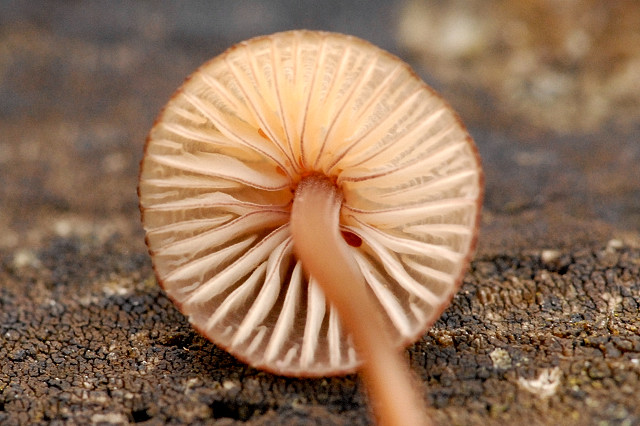
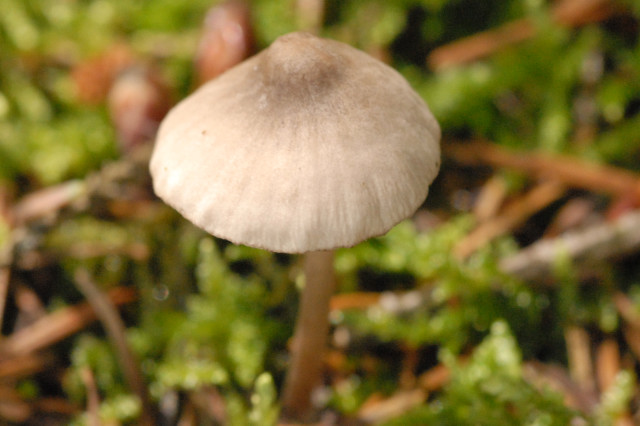
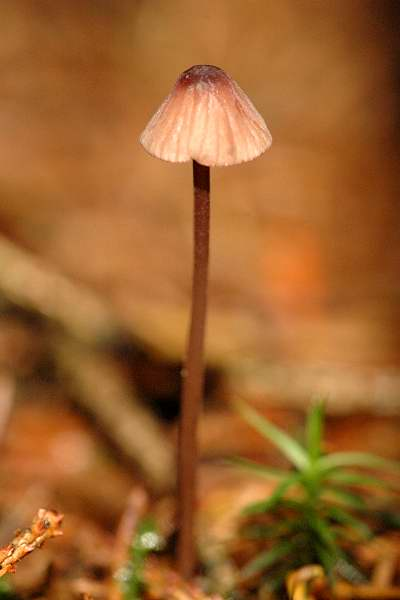
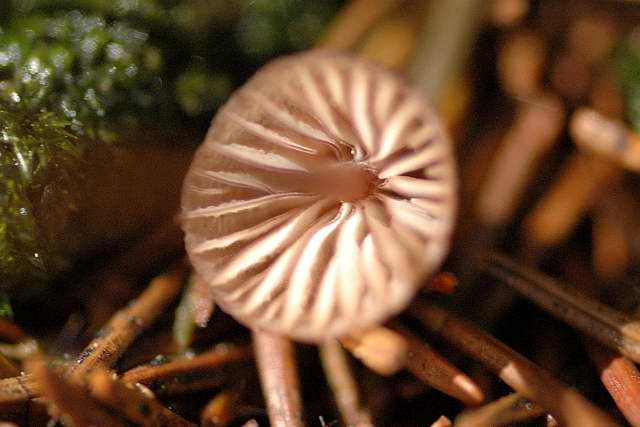